# بيل هارشا
بيل هارشا هو محامي وسياسي أمريكي، ولد في 1921 في بورتسموث في الولايات المتحدة، وتوفي بنفس المكان في 11 أكتوبر 2010 بسبب مرض. نشط حزبياً في الحزب الجمهوري.

## مناصب
- انتخب عضو مجلس النواب الأمريكي عن دائرة Ohio's 6th congressional district [الإنجليزية]‏ وقد انضم خلال فترته النيابية [الإنجليزية]‏ (3 يناير 1979 – 3 يناير 1981) للكتلة البرلمانية الحزب الجمهوري.
- انتخب عضو مجلس النواب الأمريكي عن دائرة Ohio's 6th congressional district [الإنجليزية]‏ وقد انضم خلال فترته النيابية [الإنجليزية]‏ (3 يناير 1977 – 3 يناير 1979) للكتلة البرلمانية الحزب الجمهوري.
- انتخب عضو مجلس النواب الأمريكي عن دائرة Ohio's 6th congressional district [الإنجليزية]‏ وقد انضم خلال فترته النيابية [الإنجليزية]‏ (3 يناير 1975 – 3 يناير 1977) للكتلة البرلمانية الحزب الجمهوري.
- انتخب عضو مجلس النواب الأمريكي عن دائرة Ohio's 6th congressional district [الإنجليزية]‏ وقد انضم خلال فترته النيابية [الإنجليزية]‏ (3 يناير 1973 – 3 يناير 1975) للكتلة البرلمانية الحزب الجمهوري.
- انتخب عضو مجلس النواب الأمريكي عن دائرة Ohio's 6th congressional district [الإنجليزية]‏ وقد انضم خلال فترته النيابية [الإنجليزية]‏ (3 يناير 1971 – 3 يناير 1973) للكتلة البرلمانية الحزب الجمهوري.
- انتخب عضو مجلس النواب الأمريكي عن دائرة Ohio's 6th congressional district [الإنجليزية]‏ وقد انضم خلال فترته النيابية [الإنجليزية]‏ (3 يناير 1969 – 3 يناير 1971) للكتلة البرلمانية الحزب الجمهوري.
- انتخب عضو مجلس النواب الأمريكي عن دائرة Ohio's 6th congressional district [الإنجليزية]‏ وقد انضم خلال فترته النيابية [الإنجليزية]‏ (3 يناير 1967 – 3 يناير 1969) للكتلة البرلمانية الحزب الجمهوري.
- انتخب عضو مجلس النواب الأمريكي عن دائرة Ohio's 6th congressional district [الإنجليزية]‏ وقد انضم خلال فترته النيابية [الإنجليزية]‏ (3 يناير 1965 – 3 يناير 1967) للكتلة البرلمانية الحزب الجمهوري.
- انتخب عضو مجلس النواب الأمريكي عن دائرة Ohio's 6th congressional district [الإنجليزية]‏ وقد انضم خلال فترته النيابية [الإنجليزية]‏ (3 يناير 1963 – 3 يناير 1965) للكتلة البرلمانية الحزب الجمهوري.
- انتخب عضو مجلس النواب الأمريكي عن دائرة Ohio's 6th congressional district [الإنجليزية]‏ وقد انضم خلال فترته النيابية [الإنجليزية]‏ (3 يناير 1961 – 3 يناير 1963) للكتلة البرلمانية الحزب الجمهوري.
- انتخب عضو مجلس النواب الأمريكي.